# Taras Bulba (film fra 2009)
 For alternative betydninger, se Taras Bulba (flertydig). (Se også artikler, som begynder med Taras Bulba)
Taras Bulba (russisk: Тарас Бульба) er en russisk spillefilm fra 2009 af Vladimir Bortko.
Filmen er baseret på romanen af samme navn af Nikolaj Gogol og fik biografpremiere i Rusland, Ukraine, Hviderusland og Kasakhstan den 2. april 2009 omkring 200-hundrede årsdagen for Gogols fødsel.

## Medvirkende
- Bohdan Stupka som Taras Bulba
- Igor Petrenko som Andrij Bulba
- Vladimir Vdovitjenkov som Ostap Bulba
- Magdalena Mielcarz som Panna Elzhbeta
- Mikhail Bojarskij som Moisej Sjilo